# Cosmosoma xanthosticta
Cosmosoma xanthosticta là một loài bướm đêm thuộc phân họ Arctiinae, họ Erebidae.